# Smalgrynsnäcka

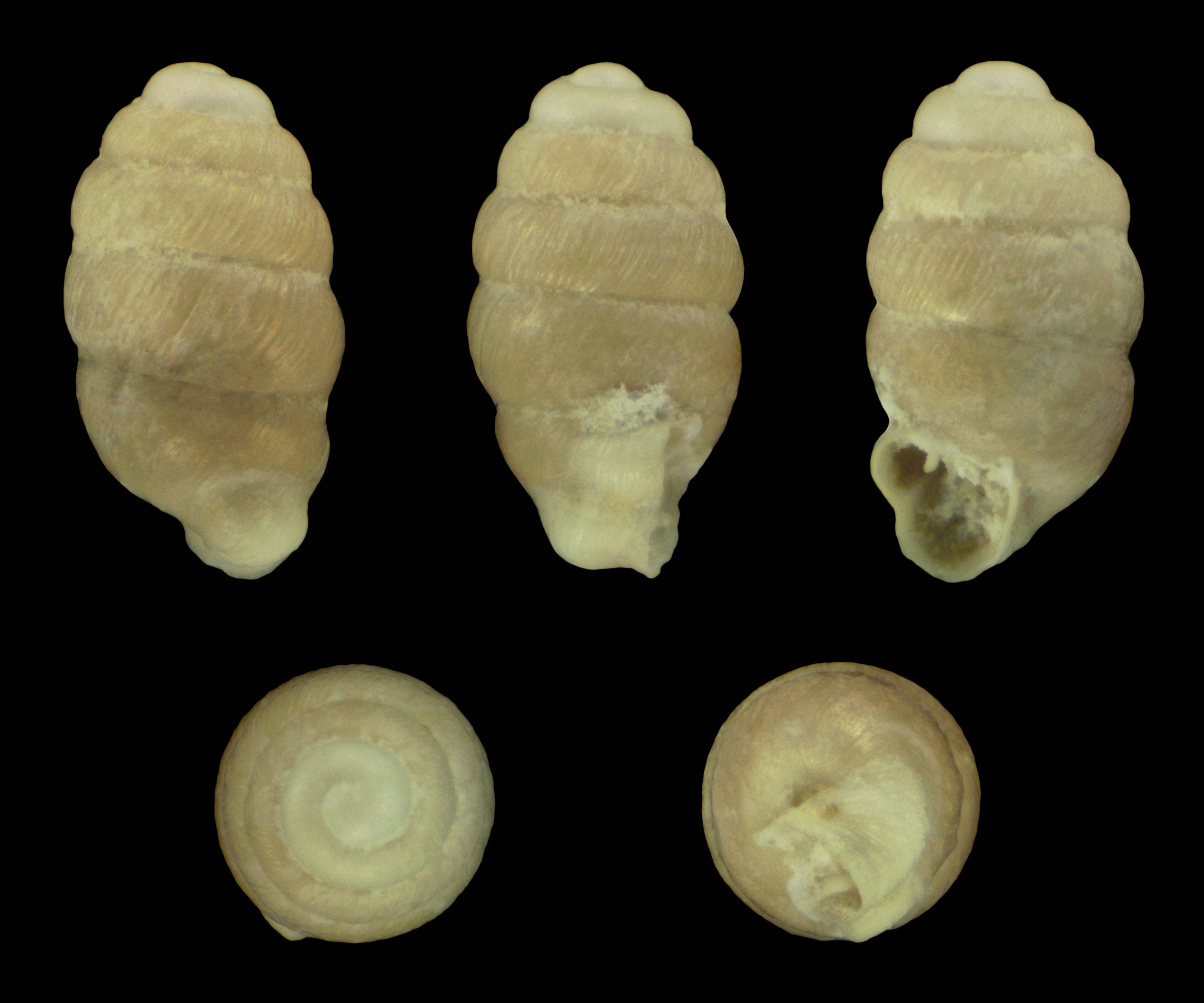
Fossil, Pleistocen

Smalgrynsnäcka (Vertigo angustior) är en snäckart som beskrevs av John Gwyn Jeffreys 1830. Smalgrynsnäcka ingår i släktet Vertigo, och familjen grynsnäckor. IUCN kategoriserar arten globalt som nära hotad. Enligt den finländska rödlistan är arten nära hotad i Finland. Arten är reproducerande i Sverige. Artens livsmiljö är lundskogar.